# Абдул Кадир Баджамал
Абдул Кадир Баджамал (араб. عبد القادر باجمال; нар. 18 лютого 1946 — 7 вересня 2020) — єменський державний і політичний діяч, п'ятий прем'єр-міністр Ємену.

## Життєпис
1974 року здобув ступінь бакалавра торгівлі, закінчивши Каїрський університет. У 1978—1980 роках викладав на економічному факультеті Аденського університету.
Від 1979 до 1980 року обіймав посаду першого заступника міністра планування Південного Ємену. У 1980—1985 роках був міністром промисловості та головою Генерального управління нафти й мінеральних ресурсів НДРЄ, після чого став міністром енергетики та мінеральних ресурсів.
Після подій 1986 року за суперечки з керівництвом Соціалістичної партії був звинувачений у ліберальних поглядах та ув'язнений на три роки.
Від 1990 року — депутат парламенту об'єднаного Ємену. У 1991—1994 роках очолював Державний комітет у справах Аденської вільної економічної зони. Після цього займав пости заступника голови Ради міністрів та міністра планування і розвитку Ємену. 1998 року став віце-прем'єр-міністром і міністром закордонних справ. У 2001—2007 роках очолював уряд Ємену.